# Міхай Хоробрий (фільм)

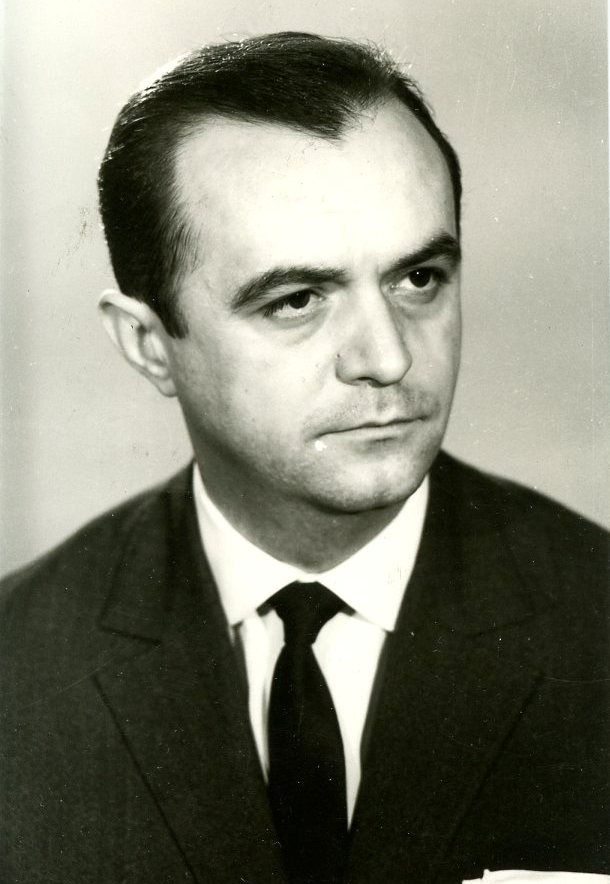
Титус Попович, сценарист

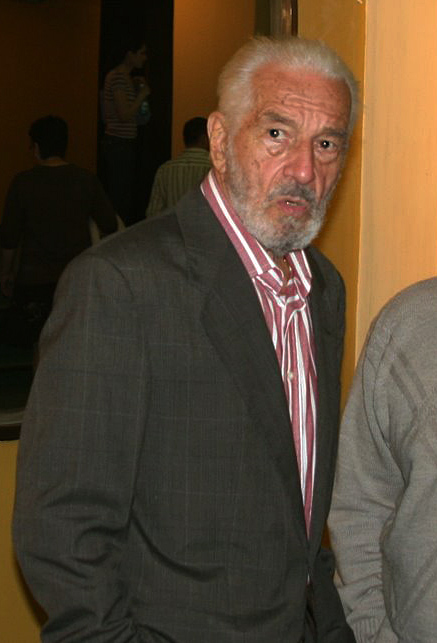
Серджіу Ніколаеску, режисер

«Міхай Хоробрий» (рум. Mihai Viteazul) — двосерійний художній фільм режисера Серджіу Ніколаеску. Військово-історична драма часів кінця XVI століття, біографія полководця і господаря Волощини Міхая Хороброго. Фільм є популярним в міжнародному прокаті завдяки американській компанії Columbia Pictures під назвою «Останній хрестовий похід» (англ. The Last Crusade), фільм досі залишається одним з найвідоміших і популярних румунських фільмів в світі.

## Сюжет
Фільм є художнім твором і не повністю відповідає фактам сучасної історичної науки.

## Частина перша. «Келугерені»
Князь Міхай (Пелля) з династії Басараби одержимий ідеєю об'єднання своїх земель і звільнення їх від панування Османської імперії. Він бере кредити у купців Генуезької республіки і на ці кошти підкуповує наближених турецького султана Мурада III, який дарує йому титул господаря Волощини (1593). Колишній намісник Александру, при цьому за наказом султана задушений. Через рік Міхай збирає раду всіх князів своєї держави. Деякі з них нарікають: господар не тільки не повертає старі борги, а й вимагає нових грошей на формування армії. У цей же час прибувають посли султана під проводом Селіма-паші (Ніколаеску) з вимогою чергової данини. Міхай задає пряме запитання: хто з дворян готовий чекати виплат в ім'я своєї батьківщини? Багато хто відмовляється від вимоги боргів. Решта, разом з турецькими посланниками, запрошені в одну з будівель палацу для негайної розплати, де по домовленому знаку господаря їх замикають і спалюють живцем. Вирватися з вогню дозволяють тільки Селіма-паші — старому знайомому Міхая. Мурад III висилає на упокорення бунтівного васала армію, але Міхай Хоробрий розбиває її і виходить до берегів Чорного моря.
Подальша боротьба з основними силами Османської імперії видається неможливою, господарю потрібні сили і фінанси інших християнських держав. Він звертається з пропозицією про союз до молодого князя Трансильванії Жігмонду Баторі, який скоро повинен одружитися з однією зі спадкоємиць монаршої династії Габсбургів. Той згоден заключити дружню угоду тільки на основі васальної залежності Міхая під заступництвом князівства Трансильванія. Сподіваючись на військову допомогу господар Волощини приймає умови і підписує договір (1594).
23 серпня 1595 Міхай Хоробрий, так і не дочекавшись допомоги від Баторі, змушений своїм невеликим військом (16 тисяч чоловік) протистояти в битві при Келугерені стотисячній турецькій армії під проводом Сінан-паші (Секеряну). Завдяки мужності румунських воїнів і полководницькій прозорливості Міхая була здобута важлива тактична перемога в Тринадцятирічній війні.

## Частина друга. «Союз»
Жигмонд Баторі, вважаючи, що сили противника ослаблені, вступив з ним у бій, відомий як Керестецька битва (24-26 жовтня 1596). На його боці були лицарі декількох країн анти-османської коаліції, але військо Міхая Хороброго він не закликав. Через деякий час до табору волохів, розчарованих своєю неучастю в битві, як посол прибуває Селім-паша і повідомляє, що Трансильванське військо розбите, Жигмонд відрікся від престолу, а місце правителя зайняв його брат Андраш Баторі (Ковач). Імператор Священної Римської імперії Рудольф II (Рогалчі) вирішує заволодіти Трансильванією та заздалегідь обіцяє панування в ній своєму генералу Джіорджіо Баста (Шеффер).
У 1599 військо Міхая Хороброго вступає в бій з полками Андраша Баторі, який посів зрадницьку про-турецьку позицію, і розбиває їх (28 жовтня 1599). Народ Трансильванії з захопленням зустрічає нового правителя. Підоспілі війська генерала Джіорджіо Басти змушені змиритися з доконаним союзом Волощини і Трансильванії. У травні 1600 Міхай Хоробрий виступив проти господаря Молдовського князівства Ієремії Могили. При зближенні з волоськими військами молдавани підняли повстання і перейшли на їхній бік. До бою справа не дійшла. За православним каноном Міхая коронують на царство в союзі трьох Дунайських князівств — раніше незалежних державах. Кінець успіхам господаря кладе Річ Посполита. Вона вводить великі сили в Молдовське князівство, легко перемагає військо Міхая Хороброго і виганяє його з цих територій. До лютого 1601 Трансильванське дворянство змінило коронованого правителя і знову вибрала на царювання Жигмонда Баторі. Міхай звертається за допомогою до імператора Рудольфа II. Той фінансує армію свого союзника на мільйон леїв, але дає йому в супровід генерала Басту. Війська Міхая 3 серпня 1601 розбивають армію Баторі. Через тиждень після завершення цієї місії господар Волощини Михайло Хоробрий гине в результаті змови, спланованої генералом Бастой.

## У ролях
- Амза Пелля — Міхай Хоробрий
- Колея Рауту — Мурад III
- Серджіу Ніколаеску — Селім-паша
- Йон Бесою — Жигмонд Баторі
- Ніколае Секеряну — Сінан-паша
- Дьордь Ковач — Андраш Баторі
- Аурель Рогалчі — імператор Рудольф II
- Еммеріх Шеффер — генерал Джіорджіо Баста
- Ольга Тюдораче — мати Міхая Хороброго
- Ірина Гардеску — графиня Россана Вівентіні
- Іоана Булке — Станка, дружина Міхая
- Іларіон Чобану — Строе Бузеску
- Септіміу Север — Раду Бузеску
- Флорін Пьєрсік — Преда Бузеску
- Клара Себок — Марія Христина де Грац
- Мірча Албулеску — батько Стійці

## Критика
Чеський журналіст і кінокритик Антонін Лім вважає, що «Даки» та «Міхай Хоробрий» є найзначнішими фільмами Серджіу Ніколаеску і відносяться до категорії «суперпостановок» Румунії соціалістичного періоду.

## Додаткові факти
- Спочатку фільм планувався як спільний проект з американською студією Columbia Pictures. У ньому могли взяти участь Чарлтон Гестон, Орсон Веллс (в ролі імператора Рудольфа II), Лоуренс Гарві (турецький султан Мурад III), Річард Бартон (Жигмонд Баторі), Елізабет Тейлор (його дружина), Кірк Дуглас (Міхай Хоробрий). Однак незабаром Ніколае Чаушеску заявив, що це буде виключно румунська картина. У розпорядження режисера були надані 5 000 солдатів румунської армії і відносна свобода втілення творчих планів.
- Бюджет картини склав еквівалент 500 тисяч доларів США, в той час як американська сторона пропонувала 4 мільйони.
- У 2010 фільм піднімався до 3 місця в рейтингу найкращих історичних картин за версією IMDb.